# 桑普森号驱逐舰 (DDG-102)

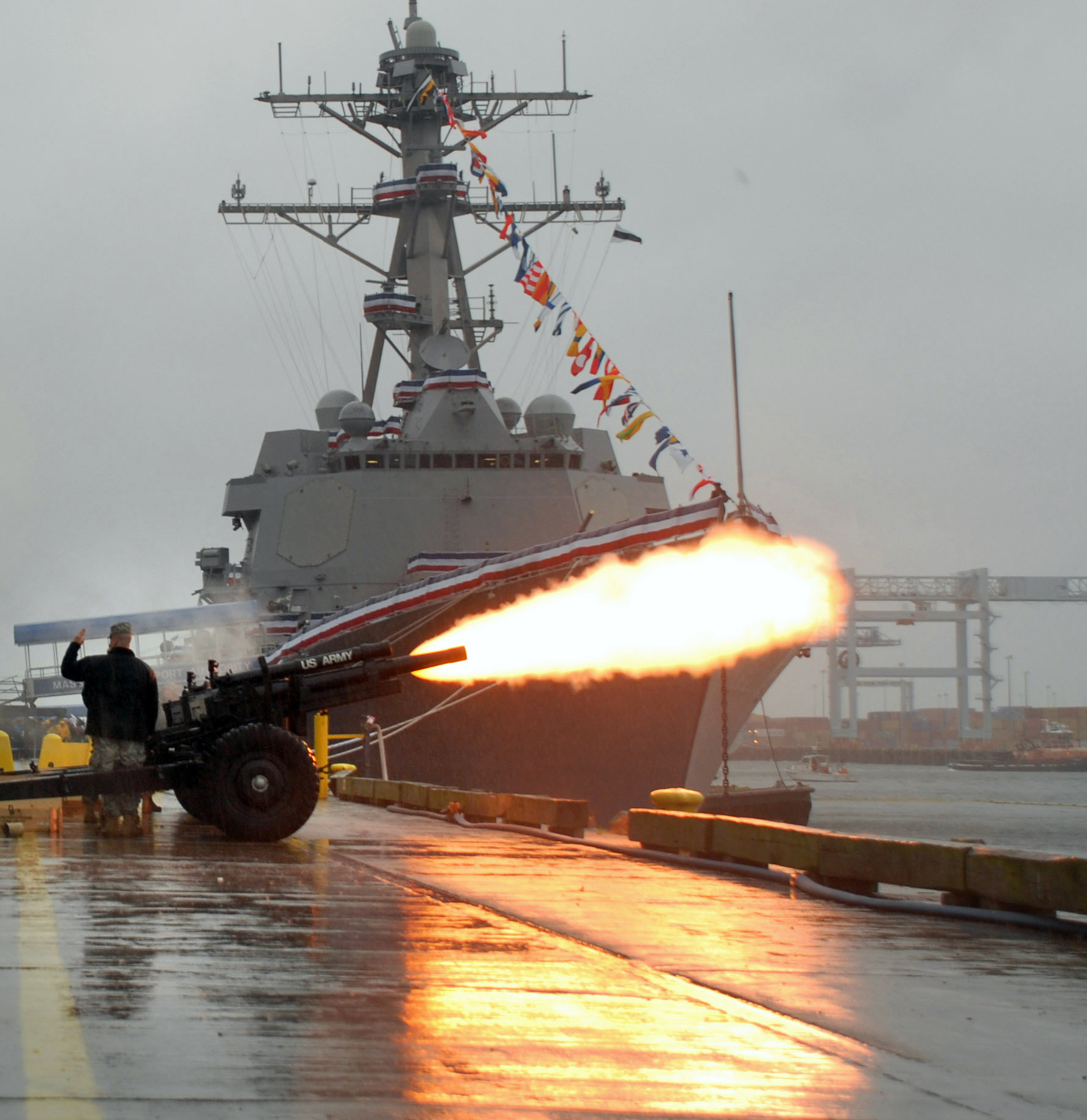
The commissioning of USS Sampson.

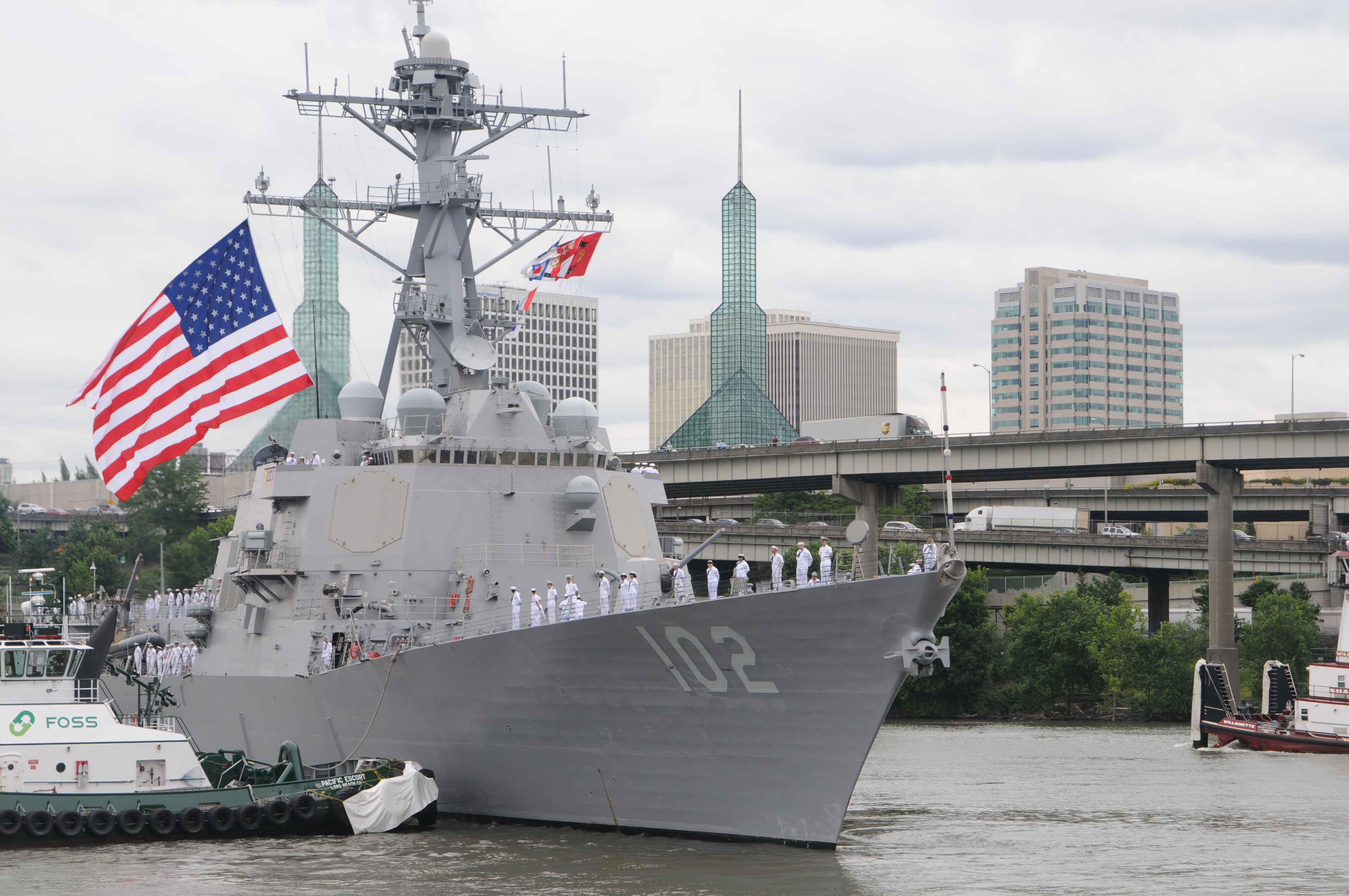
Sailors man the rails aboard the guided-missile destroyer USS Sampson (DDG 102) as the ship arrives to help celebrate Portland Fleet Week festivities during the city's 103rd annual Rose Festival. Navy warships have been coming to the City of Roses since USS Charleston's visit in 1907, and are considered a highlight of the festival. Assisting Sampson is the Foss tug Pacific Escort.

桑普森号驱逐舰（USS Sampson DDG-102）是一艘美国海军阿利·伯克级驱逐舰。2002年审核建造，是第四艘以海军少将威廉·T·桑普森为名的美国海军舰船.
桑普森号由缅因州巴斯的巴斯钢铁厂建造。2006年9月16日进行命名仪式，期间由缅因州参议员Susan Collins发表演讲，由R.Adm. Sampson的外孙女William Sterling Parsons的女儿Clara Parsons命名。Philip Roos海军中校为该舰首任指挥官。
2007年11月3日，该舰在马萨诸塞州波士顿服役，母港是加利福尼亞州聖迭戈海軍基地。

## 流行文化
该舰曾出现在2012年电影《超級戰艦》（Battleship）中，被外星戰艦的砲火击沉。